# SN 2003iu
SN 2003iu – supernowa typu Ia odkryta 16 października 2003 roku w galaktyce UGC 1393. W momencie odkrycia miała maksymalną jasność 16,40m.